# Francesco Valletta
Francesco Valletta (Napoli, 1680 – 1760) è stato un letterato, filologo e storico italiano.

## Biografia
Figlio di Diego e nipote del famoso Giuseppe Valletta, Francesco, molto versato nello studio delle lingue e dei monumenti antichi, dovette, insieme al padre, vendere l'antica eredità del nonno Giuseppe per affrontare la grave situazione economica della famiglia. Furono vendute tutte le statue antiche ad un medico inglese per 1.100 ducati; la biblioteca e quarantacinque vasi etruschi vennero invece venduti ai padri dell'Oratorio di Napoli per 14.000 ducati.
Nel 1698, a diciotto anni d'età, Francesco iniziò a studiare legge, cosa che continuò fino al 1702. Nel gennaio del 1711 prese la laurea dottorale in legge.
Fu grande amico di Matteo Egizio e mantenne un frequente carteggio letterario col Muratori.
Scrisse diverse poesie in italiano, latino e greco che vennero pubblicate in varie raccolte dell'epoca.
Nel 1755 fu uno dei quindici prescelti per entrare a far parte dell'Accademia Ercolanese. Inizialmente si pensò anche di destinarlo al ruolo di segretario perpetuo di tale accademia, ma non potendo sostenere il laborioso incarico per la sua avanzata età e cagionevole di salute, gli fu infine preferito Pasquale Carcani.